# 礫棲櫛鱗鰨
礫棲櫛鱗鰨為輻鰭魚綱鰈形目鰨亞目鰨科的其中一種，為熱帶海水魚，分布於中西太平洋印尼帝汶海海域，棲息深度216公尺，體長可達7.7公分，棲息在底層水域，生活習性不明。